# Henryk Rajzman
Henryk Rajzman (ur. 1 stycznia 1905 w Sosnowcu, zm. 20 października 1983 w Warszawie) – polski prawnik, prokurator, profesor nauk prawnych, nauczyciel akademicki Uniwersytetu Marii Curie-Skłodowskiej w Lublinie, specjalista w zakresie prawa karnego.

## Życiorys
Urodził się w rodzinie robotniczej Kazimierza Rajzmana. W 1923 ukończył I Państwowe Gimnazjum Męskie im. Bolesława Prusa w Sosnowcu i uzyskał świadectwo dojrzałości. Studiował na Wydziale Prawa Uniwersytetu Jagiellońskiego, równocześnie rozpoczął studia w Szkole Nauk Politycznych w Krakowie, z których jednak zrezygnował. Po ukończeniu studiów prawniczych w 1927 i następnie aplikacji sądowej w 1929 podjął pracę w prokuraturze w Sosnowcu. W latach 1932–1939 wykonywał zawód adwokata.
W czasie okupacji niemieckiej pracował jako robotnik fizyczny.
Po zakończeniu II wojny światowej pracował jako prokurator w Sosnowcu, Łodzi, Krakowie, a następnie w Warszawie. Od 1950 pracował, aż do przejścia na emeryturę (1971), w Prokuraturze Generalnej PRL.
W 1947, na podstawie rozprawy pt. Zdrada kraju w prawie polskim, na Wydziale Prawa i Administracji UJ otrzymał stopień naukowy doktora. Stopień docenta otrzymał w 1960 na Wydziale Prawa UW, na podstawie pracy pt. Zażalenie w procesie karnym. Podjął pracę nauczyciela akademickiego w Katedrze Prawa Karnego UMCS w Lublinie. Był jej kierownikiem w latach 1961–1969. W 1968 otrzymał tytuł profesora nadzwyczajnego.
Zmarł 20 października 1983 w Warszawie. Pochowany 26 października 1983 na cmentarzu Powązkowskim (kwatera 58-4-14).

## Ordery i odznaczenia
- Krzyż Kawalerski Orderu Odrodzenia Polski[1]
- Złoty Krzyż Zasługi (15 lutego 1946)[6]
- Medal 10-lecia Polski Ludowej (4 stycznia 1955)[7]

## Publikacje
- Zażalenie w procesie karnym (1959)
- Przegląd orzecznictwa sądu najwyższego w zakresie prawa karnego materialnego (1967)
- Zdrada kraju w prawie polskim (1948)
- Kodeks karny : wyłączenie odpowiedzialności karnej (1970)
- Zagadnienia systematyki i przedmiotu zażalenia w polskim procesie karnym na tle porównawczym (1961)[4]